# Mariano Martínez
Mariano Martínez (Burgos, 20 settembre 1948) è un ex ciclista su strada spagnolo naturalizzato francese dal 1963. Professionista dal 1971 al 1982, ottenne due successi di tappa al Tour de France, corsa in cui si aggiudicò anche la classifica scalatori nel 1978. Fu terzo ai campionati del mondo del 1974 dietro Eddy Merckx e il connazionale Raymond Poulidor.
Martínez è anche padre di Miguel Martinez e Yannick Martinez, fratello di Martin Martínez e zio di Raphaël Martinez, tutti ciclisti o ex ciclisti professionisti.

## Carriera
Martínez ottenne la maggior parte dei risultati e dei successi nelle corse a tappe francesi. Al Tour de France, oltre a vincere tappe e classifica scalatori, fu capace di piazzarsi tre volte nei primi dieci: sesto nel 1972, ottavo nel 1974, e decimo nel 1978. Non seppe ripetere gli stessi risultati anche al Giro d'Italia, che corse nel 1977, e alla Vuelta a España, corsa nel 1974 e nel 1977.
Fra gli altri risultati nelle corse a tappe, un quarto posto nel Critérium du Dauphiné Libéré nel 1972 e un secondo nel 1978. Al Tour de Romandie fu quarto nel 1972, nel 1973 e nel 1978, fu sesto alla Parigi-Nizza 1974 e nel 1978 ottenne lo stesso risultato al Tour de Suisse, fu poi terzo al Circuit de la Sarthe sempre nel 1978.
Nelle corse in linea fu settimo nel 1971 al Campionato di Zurigo, sesto alla Paris-Camembert nel 1974 e quinto nel 1976, secondo alla Subida a Arrate nel 1981.

## Palmarès
- 1965 (allievi)

Campionati francesi, Prova in linea
- 1968 (dilettanti)

Grand Prix de Maillet
- 1969 (dilettanti)

Grand Prix du Rosé à Corent
- 1970 (dilettanti)

2ª tappa Tour Nivernais-Morvan
Tour Nivernais-Morvan
Prix de la Vogue
- 1974

4ª tappa Grand Prix du Midi Libre
- 1977

5ª tappa Étoile de Bessèges
- 1978

Grabs-Voralp
11ª tappa Tour de France
1ª tappa Circuit de la Sarthe
4ª tappa Tour du Limousin
1ª tappa, 1ª semitappa Tour du Vaucluse
- 1980

17ª tappa 1980
3ª tappa, 1ª semitappa Tour du Limousin
- 1981

2ª tappa Grand Prix du Midi Libre
- 1983

Grand Prix du Rosé à Corent
Varennes-Vauzelles
- 1984

Grand Prix du Rosé à Corent
- 1985

Grand Prix du Rosé à Corent
Circuit du Cantal
Circuit des Deux-Ponts - Montluçon
- 1986

Grand Prix des Foires d'Orval
Prix de la Vogue
Circuit des monts du Livradois
- 1987

Circuit Boussaquin

### Altri successi
- 1966 (dilettanti)

Criterium di Chantenay
- 1967 (dilettanti)

Criterium di Chantenay
- 1970 (dilettanti)

Criterium di Violay
- 1978

Classifica scalatori Tour de France
Criterium di Lamballe
- 1985

Grand prix de la Brasserie (criterium)
- 1986

Criterium di Boucles d'Allassac
- 1991

Grand prix de la Brasserie (criterium)

## Piazzamenti

### Grandi Giri
- Tour de France

1971: 31º
1972: 6º
1973: 12º
1974: 8º
1975: 14º
1976: 42º
1978: 10º
1979: 16º
1980: 32º
1981: 15º
- Giro d'Italia

1977: 27º
- Vuelta a España

1974: 53º
1977: 41º

### Classiche monumento
- Milano-Sanremo

1975: 20º
- Liegi-Bastogne-Liegi

1973: 19º
1974: 29º
1975: 37º

### Competizioni mondiali
- Campionati del mondo

Barcellona 1973 - In linea: ritirato
Montréal 1974 - In linea: 3º
Yvoir 1975 - In linea: ritirato
Nürburgring 1978 - In linea: ritirato
Valkenburg 1979 - In linea: ritirato
Sallanches 1980 - In linea: ritirato